# Camera cu fereastră spre mare
Camera cu fereastră spre mare (în poloneză Pokój z widokiem na morze) este un film psihologic polonez din 1978, regizat de Janusz Zaorski.

## Rezumat
Un tânăr necunoscut se urcă la ultimul etaj al unei clădiri înalte de birouri și se așază pe pervazul exterior al unei ferestre de unde se vede marea, amenințând că se aruncă. În jurul clădirii se adună curând reprezentanți ai autorităților (poliția și pompierii), dar și o mulțime tot mai mare de oameni curioși.
Ca urmare a faptului că situația tinde să scape de sub control, autoritățile aduc la fața locului doi reputați psihologi (tânărul dr. Kucharski și mentorul său, profesorul Leszczyński) pentru a-l convinge pe tânăr să renunțe la gestul său. În acest timp, poliția încearcă să stabilească identitatea potențialului sinucigaș. Tensiunea crește pe măsură ce timpul trece, iar stagnarea situației scoate treptat la iveală un conflict de opinii între cei doi psihologi cu privire la strategia cea mai potrivită de convingere a „victimei”.

## Distribuție
- Marek Bargiełowski⁠(d) — procurorul Bielecki
- Piotr Fronczewski⁠(d) — medicul Krzysztof Kucharski
- Gustaw Holoubek — profesorul Jan Leszczyński
- Iwona Biernacka — logodnica lui Michał Jurkowski
- Zbigniew Buczkowski — caporalul
- Andrzej Chrzanowski — doctorandul
- Piotr Cieślak — preotul
- Celina Klimczak — mama lui Michał Jurkowski
- Marek Kondrat⁠(d) — activistul organizației de tineret
- Krzysztof Kotowski — Andrzej S., sinucigașul
- Ryszard Kotys — Szymczak, maistrul lui Jurkowski
- Zygmunt Malawski — tatăl lui Michał Jurkowski
- Zofia Mrozowska — Maria Leszczyńska, soția profesorului
- Jan Piechociński — vocea lui Andrzej S., sinucigașul
- Marcin Troński⁠(d) — cascador
- Grzegorz Warchoł — șeful departamentului
- Krzysztof Zaleski — medic
- Hanna Bedryńska — funcționară
- Stanisław Jaroszyński⁠(d) — maiorul
- Jerzy Jończyk — funcționar
- Ireneusz Karamon — funcționar
- Ireneusz Kaskiewicz⁠(d) — bărbat din fața blocului
- Paweł Kruk — milițian din fața blocului
- Antoni Lewek — pacient
- Hanna Miller — funcționară
- Hanna Molenda — funcționară
- Wiktor Nanowski — sergent
- Alicja Sobieraj⁠(d) — femeie din fața blocului
- Bohdan Sobiesiak — funcționar
- Bogusław Sochnacki — pompier
- Jerzy Staszewski — bărbat din fața blocului
- Diana Stein⁠(d) — o funcționară
- Marian Wojtczak⁠(d) — bărbat din fața blocului
- Wiesław Wójcik⁠(d) — locotenentul
- Zygmunt Zintel — director administrativ

Sursa: Filmpolski.pl

## Producție
Regizorul filmului, Janusz Zaorski, s-a inspirat dintr-o întâmplare adevărată. În același timp, el a susținut însă că s-a concentrat asupra oamenilor care doreau să-l ajute pe sinucigaș și nu asupra persoanei sinucigașului.
Filmul a fost filmat în Łódź (clădirea „Textilimpex⁠(d)”) și Gdynia.

## Premii

### Festivalul Internațional de Film de la Locarno
1978:
- Premiu special — Premiul Federației Internaționale a Criticilor de Film (FIPRESCI) - distincție specială (Janusz Zaorski)
- Leopardul de Argint — Cel mai bun regizor (Janusz Zaorski)